# Diamond Point (Washington)
Diamond Point es un área no incorporada ubicada en el condado de Clallam en el estado estadounidense de Washington.

## Geografía
Diamond Point se encuentra ubicado en las coordenadas 48°5′39″N 122°54′47″O / 48.09417, -122.91306.